# Nati nel 1763
| Questa pagina contiene informazioni ricavate automaticamente dalle voci biografiche con l'ausilio del template Bio e di un bot. L'aggiornamento è periodico e automatico e ricostruisce completamente la pagina. Se manca una persona in questa lista, sei pregato di non aggiungerla, ma accertati piuttosto che la sua voce biografica contenga il template Bio e che i dati anagrafici siano correttamente compilati. Se il template Bio manca, inseriscilo tu stesso o, in alternativa, metti l'avviso {{tmp\|Bio}} che ne segnala la mancanza. Se i dati riportati sono sbagliati, correggi direttamente la voce biografica; le modifiche saranno visibili in questa lista entro pochi giorni. Per chiarimenti vedi il progetto biografie. La lista contiene solo le 194 persone che sono citate nell'enciclopedia e per le quali è stato implementato correttamente il template Bio. Pagina aggiornata al 18 ago 2025. |

## Gennaio(19)
- 1º gennaio - Johann Nepomuk von Pelkhoven, politico tedesco († 1830)
- 3 gennaio - Joseph Fesch, cardinale, diplomatico e arcivescovo cattolico francese († 1839)
- 8 gennaio - Jean-Baptiste Drouet, rivoluzionario francese († 1824)
- 8 gennaio - Edmond-Charles Genêt, diplomatico e politico francese († 1834)
- 8 gennaio - Johann Jacob Roemer, botanico e medico svizzero († 1819)
- 10 gennaio - Joseph Lagrange, militare e politico francese († 1836)
- 15 gennaio - François-Joseph Talma, attore teatrale francese († 1826)
- 17 gennaio - Franz von Walsegg, nobile austriaco († 1827)
- 19 gennaio - Miguel de la Sierra, militare spagnolo († 1827)
- 20 gennaio - George Barlow, I baronetto, diplomatico e politico britannico († 1846)
- 21 gennaio - Augustin de Robespierre, politico francese († 1794)
- 22 gennaio - Johann Gabriel Chasteler de Courcelles, generale austriaco († 1825)
- 23 gennaio - Jean-Nicolas Bouilly, scrittore, librettista e drammaturgo francese († 1842)
- 23 gennaio - Joseph Walland, arcivescovo cattolico austriaco († 1834)
- 24 gennaio - Louis Alexandre Andrault de Langéron, generale francese († 1831)
- 26 gennaio - Jean-Baptiste Jules Bernadotte, generale francese († 1844)
- 28 gennaio - Jean-Baptiste Henri Barré de Saint-Leu, navigatore francese († 1830)
- 28 gennaio - Antonio Pelizon, liutaio italiano († 1850)
- 29 gennaio - Johann Gottfried Seume, scrittore tedesco († 1810)

## Febbraio(10)
- 3 febbraio - Caroline von Wolzogen, letterata e scrittrice tedesca († 1847)
- 9 febbraio - Luigi I di Baden, sovrano tedesco († 1830)
- 10 febbraio - Ferdinand Isaac de Rovéréa, militare svizzero († 1829)
- 10 febbraio - Cesare Taparelli d'Azeglio, nobile italiano († 1830)
- 13 febbraio - Teresa Ciamagnini Fabbroni, letterata e socialite italiana († 1811)
- 14 febbraio - Jean Victor Marie Moreau, generale francese († 1813)
- 15 febbraio - Henri-Sébastien Blaze, compositore, notaio e scrittore francese († 1833)
- 20 febbraio - Vincenzo Dalberti, presbitero e politico svizzero († 1849)
- 20 febbraio - Vojtech Matyáš Jírovec, compositore ceco († 1850)
- 23 febbraio - Giuseppe Fancelli, pittore italiano († 1840)

## Marzo(16)
- 5 marzo - Carlo Matteo Capelli, medico, botanico e docente italiano († 1831)
- 6 marzo - Jean-Xavier Lefèvre, clarinettista e compositore francese († 1829)
- 7 marzo - Léger-Félicité Sonthonax, politico francese († 1813)
- 8 marzo - Maurice Gillet, militare francese († 1833)
- 8 marzo - Jean François Timothée Trullet, militare francese († 1819)
- 9 marzo - William Cobbett, politico e giornalista britannico († 1835)
- 12 marzo - Teresa Saporiti, soprano italiano († 1869)
- 16 marzo - Mary Berry, scrittrice inglese († 1852)
- 18 marzo - Friedrich Gottlob Hayne, botanico e farmacista tedesco († 1832)
- 18 marzo - Martin Vignolle, generale e politico francese († 1824)
- 19 marzo - Giuseppe de Samuele Cagnazzi, politico italiano († 1837)
- 21 marzo - Jean Paul, scrittore e pedagogista tedesco († 1825)
- 23 marzo - Fëdor Vasil'evič Rostopčin, politico e militare russo († 1826)
- 24 marzo - William Artaud, pittore britannico († 1823)
- 28 marzo - Emanuele Maria Thun, vescovo cattolico austriaco († 1818)
- 31 marzo - Andrea Sanfelice, nobile italiano († 1808)

## Aprile(12)
- 2 aprile - Angelo Zendrini, matematico italiano († 1849)
- 5 aprile - Carlo Frigerio, pittore italiano († 1800)
- 9 aprile - Domenico Dragonetti, contrabbassista e compositore italiano († 1846)
- 12 aprile - Giulio Renato Litta, ammiraglio e nobile italiano († 1839)
- 12 aprile - Franz Marziani von Sacile, militare austriaco († 1840)
- 18 aprile - Giovanni Antonio Cassitto, patriota, scrittore e filologo italiano († 1822)
- 21 aprile - François de Charette, generale e politico francese († 1796)
- 24 aprile - Juraj Palkovič, presbitero e traduttore slovacco († 1835)
- 24 aprile - Nikolaj Aleksandrovič Zubov, generale russo († 1805)
- 25 aprile - Marco Mastrofini, filosofo, presbitero e matematico italiano († 1845)
- 29 aprile - Federico di Sassonia-Altenburg, duca († 1834)
- 30 aprile - Girolamo Polcastro, politico e letterato italiano († 1839)

## Maggio(16)
- 6 maggio - Johan David Åkerblad, diplomatico e orientalista svedese († 1819)
- 7 maggio - Józef Antoni Poniatowski, generale polacco († 1813)
- 9 maggio - János Batsányi, poeta ungherese († 1845)
- 13 maggio - John White Abbott, pittore inglese († 1851)
- 13 maggio - Guillaume Marie-Anne Brune, generale francese († 1815)
- 16 maggio - Louis Nicolas Vauquelin, chimico e farmacista francese († 1829)
- 17 maggio - Pierre-Auguste Adet, medico, chimico e politico francese († 1834)
- 18 maggio - Claes Horn, militare e poeta svedese († 1823)
- 20 maggio - William Wellesley-Pole, III conte di Mornington, nobile e politico irlandese († 1845)
- 21 maggio - Esprit Tranquille Maistral, ammiraglio francese († 1815)
- 24 maggio - Robert Adair, diplomatico inglese († 1855)
- 24 maggio - Pierre-Gaspard Chaumette, rivoluzionario e avvocato francese († 1794)
- 25 maggio - Frederik Wilhelm Stabell, politico e generale norvegese († 1836)
- 27 maggio - Paolo Andreani, viaggiatore e nobile italiano († 1823)
- 27 maggio - Juan Germán Roscio, avvocato, giornalista e politico venezuelano († 1821)
- 27 maggio - Uthman ibn Ali, sovrano tunisino († 1814)

## Giugno(16)
- 3 giugno - Gottlieb Friedrich Abel, pittore e incisore tedesco († 1820)
- 9 giugno - Francisco de Borja Álvarez de Toledo, duca († 1821)
- 12 giugno - Carlo Puoti, arcivescovo cattolico italiano († 1848)
- 14 giugno - Johann Simon Mayr, compositore tedesco († 1845)
- 15 giugno - Franz Danzi, compositore, violoncellista e direttore d'orchestra tedesco († 1826)
- 15 giugno - Kobayashi Issa, poeta e pittore giapponese († 1828)
- 18 giugno - Johann Philipp Karl Joseph von Stadion, politico austriaco († 1824)
- 18 giugno - Pierre-François-Martial de Loménie, arcivescovo cattolico francese († 1794)
- 20 giugno - Theobald Wolfe Tone, politico irlandese († 1798)
- 21 giugno - Pierre-Paul Royer-Collard, politico e filosofo francese († 1845)
- 22 giugno - Étienne Nicolas Méhul, compositore francese († 1817)
- 23 giugno - Giuseppina di Beauharnais, francese († 1814)
- 23 giugno - Augustin Johann Joseph Gruber, arcivescovo cattolico austriaco († 1835)
- 26 giugno - Carlo Filippo Aldrovandi Marescotti, nobile, imprenditore e mecenate italiano († 1823)
- 26 giugno - George Morland, pittore inglese († 1804)
- 27 giugno - Edward Rudge, botanico e antiquario inglese († 1846)

## Luglio(9)
- 2 luglio - Nicola Maria Francesco Addone, rivoluzionario italiano († 1834)
- 6 luglio - Luigi Tosi, vescovo cattolico italiano († 1845)
- 11 luglio - Ghulam Muhammad Khan, principe indiano († 1828)
- 12 luglio - Ferdinando Brambilla, pittore e incisore italiano († 1834)
- 16 luglio - Ranieri Gerbi, fisico italiano († 1839)
- 17 luglio - John Jacob Astor I, imprenditore statunitense († 1848)
- 20 luglio - Filippo Re, botanico e agronomo italiano († 1817)
- 22 luglio - Hugues-Bernard Maret, politico e diplomatico francese († 1839)
- 31 luglio - James Kent, giurista statunitense († 1847)

## Agosto(13)
- 5 agosto - Cesare Frichignono di Castellengo, nobile italiano († 1802)
- 5 agosto - Jakov Petrovič Kul'nev, generale russo († 1812)
- 5 agosto - Gaetano Polidori, drammaturgo, poeta e traduttore italiano († 1853)
- 7 agosto - Jean-Baptiste Philibert Willaumez, ammiraglio francese († 1845)
- 8 agosto - Charles Bulfinch, architetto statunitense († 1844)
- 11 agosto - Teresa Bandettini, poetessa e ballerina italiana († 1837)
- 11 agosto - Luisa Eleonora di Hohenlohe-Langenburg, nobildonna tedesca († 1837)
- 12 agosto - Domenico Moreni, presbitero e letterato italiano († 1835)
- 16 agosto - Federico Augusto di Hannover, nobile inglese († 1827)
- 17 agosto - Anna Aleksandrovna Bagrationi, principessa georgiana († 1842)
- 17 agosto - Dmitrij Nikolaevič Senjavin, ammiraglio russo († 1831)
- 20 agosto - Luigi Bozzaotra, politico e patriota italiano († 1799)
- 29 agosto - Giuseppe Guidicini, ingegnere e storico italiano († 1837)

## Settembre(8)
- 2 settembre - Caroline Schelling, scrittrice e traduttrice tedesca († 1809)
- 10 settembre - Giuseppe Grimaldi, principe francese († 1816)
- 11 settembre - Ignác Gyulay, generale e politico austriaco († 1831)
- 17 settembre - Francisco das Chagas Santos, militare e politico brasiliano († 1840)
- 19 settembre - Pasquale Maria Liberatore, giurista e economista italiano († 1842)
- 23 settembre - Marc-Antoine Bonnin de la Bonninière de Beaumont, generale francese († 1830)
- 27 settembre - Emilio Carlo di Leiningen, nobile tedesco († 1814)
- 30 settembre - Francesco Torti, critico letterario italiano († 1842)

## Ottobre(15)
- 2 ottobre - Ekaterina Sergeevna Samojlova, nobildonna russa († 1830)
- 3 ottobre - Marie-Louise de Lamoignon, religiosa francese († 1825)
- 4 ottobre - William Kerr, VI marchese di Lothian, nobile scozzese († 1824)
- 7 ottobre - Carlo Testi, politico e nobile italiano († 1849)
- 11 ottobre - Charles-Antoine-Nicolas Ancel, presbitero francese († 1794)
- 15 ottobre - Tani Bunchō, pittore e poeta giapponese († 1841)
- 15 ottobre - Johann Georg Tralles, matematico e fisico tedesco († 1822)
- 17 ottobre - John McComb Jr., architetto statunitense († 1853)
- 18 ottobre - Pietro Gilardoni, architetto e incisore italiano († 1839)
- 18 ottobre - Servando Teresa de Mier, presbitero, scrittore e filosofo messicano († 1827)
- 19 ottobre - Josef Karl von Dietrichstein, politico e nobile austriaco († 1825)
- 21 ottobre - Francesco Luigi Gonzaga, nobile († 1832)
- 22 ottobre - Ferdinando Federico Augusto di Württemberg, militare († 1834)
- 23 ottobre - Lazzaro Papi, scrittore, storico della letteratura e militare italiano († 1834)
- 26 ottobre - José Joaquín Ferrer, astronomo, cartografo e matematico spagnolo († 1832)

## Novembre(8)
- 8 novembre - Xavier de Maistre, militare, scrittore e pittore italiano († 1852)
- 17 novembre - Benoît-Joseph Flaget, vescovo cattolico francese († 1850)
- 19 novembre - Carl Ludwig Fernow, critico d'arte e scrittore tedesco († 1808)
- 21 novembre - Johann Rudolf von Buol-Schauenstein, diplomatico austriaco († 1834)
- 23 novembre - Hugues Duroy de Chaumareys, militare francese († 1841)
- 25 novembre - Cristiano d'Assia-Darmstadt, nobile tedesco († 1830)
- 25 novembre - Sebastiano De Boni, architetto e pittore italiano († 1835)
- 25 novembre - Jean-Germain Drouais, pittore francese († 1788)

## Dicembre(7)
- 2 dicembre - Claude-Antoine Prieur-Duvernois, ingegnere e politico francese († 1832)
- 11 dicembre - Stanislas-Marie Maillard, rivoluzionario e militare francese († 1794)
- 13 dicembre - Georg Dubislav Ludwig von Pirch, generale prussiano († 1838)
- 13 dicembre - Filippo Schiassi, presbitero, archeologo e epigrafista italiano († 1844)
- 20 dicembre - Damiano Damiani, religioso e organaro italiano († 1842)
- 25 dicembre - Claude Chappe, inventore francese († 1805)
- 31 dicembre - Pierre Charles Silvestre de Villeneuve, ammiraglio francese († 1806)

## Senza giorno specificato(45)
- José Bonifácio de Andrada e Silva, patriota brasiliano († 1838)
- Giovanni Avondo, pittore italiano († 1829)
- Georg Joseph Beer, oculista austriaco († 1821)
- John Bell, chirurgo scozzese († 1820)
- Rosalba Bernini, pittrice italiana
- Louis-Charles Boistard, ingegnere francese († 1823)
- Marie Bouliard, pittrice francese († 1825)
- Luigi Busatti, pittore e scenografo italiano († 1821)
- Dorotea Bussani, soprano austriaco († 1809)
- Jean-Baptiste Cavaignac, generale francese († 1829)
- Luigi Cerioli, pittore italiano († 1816)
- Antoine-Denis Chaudet, scultore francese († 1810)
- Giovanni Antonio Ciaschi, ingegnere e inventore italiano († 1816)
- Dmitrij Petrovič Buturlin, bibliotecario russo († 1829)
- Bianca Maria III Doria, nobildonna italiana († 1829)
- Giacomo Gotifredo Ferrari, compositore italiano († 1842)
- Zacarías González Velázquez, pittore spagnolo († 1834)
- Juan Ignacio González del Castillo, commediografo spagnolo († 1800)
- George Hadfield, architetto inglese († 1826)
- George Hammond, diplomatico britannico († 1853)
- Louis Hippolyte Leroy, mercante francese († 1829)
- Ekaterina Nikolaevna Lopuchina, principessa russa († 1839)
- George Madison, politico e militare statunitense († 1816)
- Adamo Marcori, compositore italiano († 1808)
- Gian Estore Martinengo Colleoni, militare e diplomatico italiano († 1832)
- Francesco Mazzuoli, pittore e restauratore italiano († 1839)
- Mehmed Said Galip Pascià, politico e diplomatico ottomano († 1829)
- Antoine Ignace Melling, architetto, pittore e designer tedesco († 1831)
- Marcos Coelho Neto, compositore brasiliano († 1823)
- Jean-Baptiste-Claude Odiot, orafo francese († 1850)
- Cesare Paribelli, patriota italiano († 1847)
- James Allan Park, giurista britannico († 1838)
- Filippo Pedrini, pittore italiano († 1856)
- Stefano Polito, imprenditore e circense italiano († 1814)
- Alexander Pope, attore teatrale e pittore irlandese († 1835)
- Gavriil Andreevič Saryčev, navigatore, esploratore e oceanografo russo († 1831)
- Antonio Scoppa, scrittore italiano († 1817)
- Shen Fu, scrittore cinese
- Prosper Soulès, rivoluzionario francese († 1794)
- Pietro Terziani, compositore italiano († 1831)
- Pierre-Joseph Tiolier, medaglista francese († 1819)
- Pietro Trương Văn Thi, presbitero vietnamita († 1839)
- Giuseppe Vanni, nobile italiano († 1808)
- Frederick Albert Winsor, inventore tedesco († 1830)
- Thomas Whitcombe, pittore britannico